# Le criminel
Le criminel è un film del 1926 diretto da Alexandre Ryder.

## Trama
Mercédès rifiuta l'amore di Don Joaquim. Dopo non aver dimenticato l'odio per Mercédès, torna dopo vent'anni per vendicarsi.